# Серра, Эрик
Эри́к Серра́ (фр. Éric Serra; род. 9 сентября 1959, Сен-Манде, Франция) — французский кинокомпозитор.

## Биография
Клод Серра, его отец, был поэтом и знаменитым шансонье в своей стране. Мать Эрика умерла, в то время как мальчику было только семь лет. Отец стал уделять ему больше внимания, преподавая ему, помимо прочего, музыку.
В основном работал над фильмами Люка Бессона. Его авторству принадлежат саундтреки к культовому фильму «Леон», а также к «Жанна Д’Арк», «Пятому элементу» и всем другим режиссёрским работам Бессона, кроме фильмов «Ангел-А», «Валериан и город тысячи планет» и «Малавита».

## Саундтреки
- 1981 — Предпоследний
- 1983 — Последняя битва
- 1985 — Подземка
- 1986 — Камикадзе
- 1988 — Голубая бездна
- 1990 — Никита
- 1991 — Атлантида
- 1994 — Леон
- 1995 — Золотой глаз
- 1997 — Пятый элемент
- 1999 — Жанна Д’Арк
- 2001 — Искусство обольщения
- 2001 — Васаби
- 2002 — Роллербол
- 2002 — История любви
- 2003 — Пуленепробиваемый монах
- 2003 — R.X.R.A.
- 2006 — Бандитки
- 2006 — / Kung Fu Idols
- 2006 — Артур и минипуты
- 2006 — / Bandidas: Making the Music
- 2009 — Артур и месть Урдалака
- 2010 — Артур и война двух миров
- 2010 — Необычайные приключения Адель
- 2011 — Леди
- 2014 — Люси
- 2017 — Безбашенные
- 2019 — Анна
- 2023 — Догмен

### Актёр
- 1985 — Подземка

## Премии и награды
Является победителем французской национальной премии «Сезар» 1989 года в номинации «Лучшая музыка» за музыку к фильму «Голубая бездна». Номинировался на ту же категорию «Сезара» в 2000 году за музыку к фильму «Жанна Д’Арк».